# Szaturnusz-díj a legjobb fiatal színésznek
A legjobb fiatal színésznek járó Szaturnusz-díjat évente adja át az Academy of Science Fiction, Fantasy & Horror Films szervezet. A díjjal a sci-fi, fantasy és horror-szerepléseket jutalmazzák, az 1985-ös, 12. díjátadó óta.
A legtöbb győzelmet, három egymás utáni alkalommal Tom Holland szerezte meg Pókember megformálásáért.
A legtöbb jelölést Moretz és a Harry Pottert alakító Daniel Radcliffe kapta – mindkettőjüket öt alkalommal jelölték a kategóriában, de Radcliffe egyszer sem nyert díjat. Freddie Highmore négy jelölésből egy győzelmet tudhat magáénak.
Elijah Wood, Kirsten Dunst és Tobey Maguire fiatal színészként, majd később felnőtt kategóriában is vihetett haza Szaturnusz-díjat.

## Győztesek és jelöltek
Győztes színész
(MEGJEGYZÉS: Az Év oszlop az adott művek megjelenési évére utal, a tényleges díjátadó ceremóniát a következő évben rendezték meg.)

### 1980-as évek
| Év                   | Színész(nő)               | Színész(nő)                        | Szerep                             | Magyar cím                           | Eredeti cím           |
| 1984 12. gála        |                           |                                    |                                    |                                      |                       |
| -------------------- | ------------------------- | ---------------------------------- | ---------------------------------- | ------------------------------------ | --------------------- |
| 1984 12. gála        |                           | Noah Hathaway                      | Atreyu                             | Végtelen történet                    | The NeverEnding Story |
| 1984 12. gála        | Drew Barrymore            | Charlene 'Charlie' McGee           | Tűzgyújtó                          | Firestarter                          |                       |
| 1984 12. gála        | Nick Corri                | Rod Lane                           | Rémálom az Elm utcában             | A Nightmare on Elm Street            |                       |
| 1984 12. gála        | Corey Feldman             | Pete Fountaine                     | Szörnyecskék                       | Gremlins                             |                       |
| 1984 12. gála        | Jonathan Ke Quan          | Picúr (Short Round)                | Indiana Jones és a végzet temploma | Indiana Jones and the Temple of Doom |                       |
| 1985 13. gála        |                           |                                    |                                    |                                      |                       |
|                      | Barret Oliver             | Daryl                              | D.A.R.Y.L. – A múltnélküli fiú     | D.A.R.Y.L.                           |                       |
| Fairuza Balk         | Dorothy Gale              | Visszatérés Óz földjére            | Return to Oz                       |                                      |                       |
| Jeff Cohen           | Lawrence 'Chunk' Cohen    | Kincsvadászok                      | The Goonies                        |                                      |                       |
| Ilan Mitchell-Smith  | Wyatt O'Donnelly          | Különös kísérlet                   | Weird Science                      |                                      |                       |
| Amelia Shankley      | fiatal Alice Liddell      | Álomgyermek                        | Dreamchild                         |                                      |                       |
| 1986 14. gála        |                           |                                    |                                    |                                      |                       |
|                      | Carrie Henn               | Rebecca 'Newt' Jorden              | A bolygó neve: Halál               | Aliens                               |                       |
| Joey Cramer          | David Freeman             | Gyermek az időben                  | Flight of the Navigator            |                                      |                       |
| Lucy Deakins         | Amelia 'Milly' Michaelson | Repül a haverom                    | The Boy Who Could Fly              |                                      |                       |
| Jay Underwood        | Eric Gibb                 | Repül a haverom                    | The Boy Who Could Fly              |                                      |                       |
| Scott Grimes         | Brad Brown                | Rémecskék                          | Critters                           |                                      |                       |
| 1987 15. gála        |                           |                                    |                                    |                                      |                       |
|                      | Kirk Cameron              | Chris Hammond / Dr. Jack Hammond   | Apja fia                           | Like Father Like Son                 |                       |
| Scott Curtis         | Cameron Lansing           |                                    | Cameron's Closet                   |                                      |                       |
| Stephen Dorff        | Glen                      | A kapu                             | The Gate                           |                                      |                       |
| Andre Gower          | Sean Crenshaw             | A szörnycsapat                     | The Monster Squad                  |                                      |                       |
| Corey Haim           | Sam Emerson               | Az elveszett fiúk                  | The Lost Boys                      |                                      |                       |
| Joshua John Miller   | Homer                     | Alkonytájt                         | Near Dark                          |                                      |                       |
| 1988 16. gála        |                           |                                    |                                    |                                      |                       |
|                      | Fred Savage               | Charlie Seymour / Marshall Seymour | Egymás bőrében                     | Vice Versa                           |                       |
| Warwick Davis        | Willow Ufgood             | Willow                             | Willow                             |                                      |                       |
| Rodney Eastman       | Zeke                      | Halálfegyver                       | Deadly Weapon                      |                                      |                       |
| Lukas Haas           | Frankie Scarlatti         | A fehérruhás hölgy                 | Lady in White                      |                                      |                       |
| Corey Haim           | Travis Cornell            | Gyilkos kísérlet                   | Watchers                           |                                      |                       |
| Jared Rushton        | Billy                     | Segítség, felnőttem!               | Big                                |                                      |                       |
| Alex Vincent         | Andy Barclay              | Gyerekjáték                        | Child's Play                       |                                      |                       |
| 1989 17. gála        |                           |                                    |                                    |                                      |                       |
|                      | Adan Jodorowsky           | Fenix fiatalon                     | Szent vér                          | Santa Sangre                         |                       |
| Thomas Wilson Brown  | Russ Thompson, Jr.        | Drágám, a kölykök összementek!     | Honey, I Shrunk the Kids           |                                      |                       |
| Robert Oliveri       | Nick Szalinski            | Drágám, a kölykök összementek!     | Honey, I Shrunk the Kids           |                                      |                       |
| Jared Rushton        | Ron Thompson              | Drágám, a kölykök összementek!     | Honey, I Shrunk the Kids           |                                      |                       |
| Gabriel Damon        | Hob                       | Robotzsaru 2.                      | RoboCop 2                          |                                      |                       |
| Jasen Fisher         | Luke Eveshim              | Boszorkányok                       | The Witches                        |                                      |                       |
| Charlie Korsmo       | Kölyök / Dick Tracy Jr.   | Dick Tracy                         | Dick Tracy                         |                                      |                       |
| Bryan Madorsky       | Michael Laemle            | Hús a húsból                       | Parents                            |                                      |                       |
| Faviola Elenka Tapia | Alma fiatalon             | Szent vér                          | Santa Sangre                       |                                      |                       |

### 1990-es évek
| Év                        | Színész(nő)                | Színész(nő)                                       | Szerep                                    | Magyar cím                                 | Eredeti cím                |
| 1991 18. gála             |                            |                                                   |                                           |                                            |                            |
| ------------------------- | -------------------------- | ------------------------------------------------- | ----------------------------------------- | ------------------------------------------ | -------------------------- |
| 1991 18. gála             |                            | Edward Furlong                                    | John Connor                               | Terminátor 2. – Az ítélet napja            | Terminator 2: Judgment Day |
| 1991 18. gála             | Jonathan Brandis           | Bastian Bux                                       | Végtelen történet 2. – Egy újabb fejezet  | The NeverEnding Story II: The Next Chapter |                            |
| 1991 18. gála             | Chris Demetral             | Jimmy Wade                                        | Dolly, a gyilkos szellem                  | Dolly Dearest                              |                            |
| 1991 18. gála             | Candace Hutson             | Jessica Wade                                      | Dolly, a gyilkos szellem                  | Dolly Dearest                              |                            |
| 1991 18. gála             | Corey Haim                 | Griffin                                           |                                           | Prayer of the Rollerboys                   |                            |
| 1991 18. gála             | Joshua John Miller         | Josh Carson                                       | Robotvadászok                             | And You Thought Your Parents Were Weird    |                            |
| 1991 18. gála             | Justin Whalin              | Andy Barclay                                      | Gyerekjáték 3.                            | Child's Play 3                             |                            |
| 1992 19. gála             |                            |                                                   |                                           |                                            |                            |
|                           | Scott Weinger              | Aladdin (hangja)                                  | Aladdin                                   | Aladdin                                    |                            |
| Brandon Adams             | Poindexter 'Fool' Williams | Rémségek háza                                     | The People Under the Stairs               |                                            |                            |
| Edward Furlong            | Jeff Matthews              | Kedvencek temetője 2.                             | Pet Sematary Two                          |                                            |                            |
| Robert Oliveri            | Nick Szalinski             | Drágám, a kölyök marha nagy lett!                 | Honey, I Blew Up the Kid                  |                                            |                            |
| Daniel Shalikar           | Adam Szalinski             | Drágám, a kölyök marha nagy lett!                 | Honey, I Blew Up the Kid                  |                                            |                            |
| Joshua Shalikar           | Adam Szalinski             | Drágám, a kölyök marha nagy lett!                 | Honey, I Blew Up the Kid                  |                                            |                            |
| Christina Ricci           | Wednesday Addams           | Addams Family – A galád család                    | The Addams Family                         |                                            |                            |
| 1993 20. gála             |                            |                                                   |                                           |                                            |                            |
|                           | Elijah Wood                | Mark Evans                                        | A jófiú                                   | The Good Son                               |                            |
| Jesse Cameron-Glickenhaus | Jesse Broderick            | Őrült hajlam                                      | Slaughter of the Innocents                |                                            |                            |
| Manuel Colao              | Vito                       | Az ártatlan futása                                | Flight of the Innocent                    |                                            |                            |
| Joseph Mazzello           | Tim Murphy                 | Jurassic Park                                     | Jurassic Park                             |                                            |                            |
| Ariana Richards           | Lex Murphy                 | Jurassic Park                                     | Jurassic Park                             |                                            |                            |
| Austin O'Brien            | Danny Madigan              | Az utolsó akcióhős                                | Last Action Hero                          |                                            |                            |
| Christina Ricci           | Wednesday Addams           | Addams Family 2. – Egy kicsivel galádabb a család | Addams Family Values                      |                                            |                            |
| 1994 21. gála             |                            |                                                   |                                           |                                            |                            |
|                           | Kirsten Dunst              | Claudia                                           | Interjú a vámpírral                       | Interview with the Vampire                 |                            |
| Luke Edwards              | Billy Heywood              | Világverők                                        | Little Big League                         |                                            |                            |
| Miko Hughes               | Dylan Porter               | Rémálom az Elm utcában 7.                         | Wes Craven's New Nightmare                |                                            |                            |
| Joseph Gordon-Levitt      | Roger Bomman               | Angyalok a pályán                                 | Angels in the Outfield                    |                                            |                            |
| Jonathan Taylor Thomas    | kölyök Simba (hangja)      | Az oroszlánkirály                                 | The Lion King                             |                                            |                            |
| Elijah Wood               | North                      | Világgá mentem                                    | North                                     |                                            |                            |
| 1995 22. gála             |                            |                                                   |                                           |                                            |                            |
|                           | Christina Ricci            | Kathleen 'Kat' Harvey                             | Casper                                    | Casper                                     |                            |
| Kirsten Dunst             | Judy Shepherd              | Jumanji                                           | Jumanji                                   |                                            |                            |
| Bradley Pierce            | Peter Shepherd             | Jumanji                                           | Jumanji                                   |                                            |                            |
| Max Pomeranc              | Brian Johnson              | Kutyavilág                                        | Fluke                                     |                                            |                            |
| Hal Scardino              | Omri                       | Indián a szekrényben                              | The Indian in the Cupboard                |                                            |                            |
| Judith Vittet             | Miette                     | Elveszett gyerekek városa                         | The City of Lost Children                 |                                            |                            |
| 1996 23. gála             |                            |                                                   |                                           |                                            |                            |
|                           | Lucas Black                | Frank Wheatley                                    | Pengeélen                                 | Sling Blade                                |                            |
| Kevin Bishop              | Jim Hawkins                | Muppet Kincses Sziget                             | Muppet Treasure Island                    |                                            |                            |
| Lukas Haas                | Richie Norris              | Támad a Mars!                                     | Mars Attacks!                             |                                            |                            |
| James Duval               | Miguel Casse               | A függetlenség napja                              | Independence Day                          |                                            |                            |
| Jonathan Taylor Thomas    | Pinokkió (hangja)          | Pinokkió                                          | The Adventures of Pinocchio               |                                            |                            |
| Mara Wilson               | Matilda Wormwood           | Matilda, a kiskorú boszorkány                     | Matilda                                   |                                            |                            |
| 1997 24. gála             |                            |                                                   |                                           |                                            |                            |
|                           | Jena Malone                | Ellie fiatalon                                    | Kapcsolat                                 | Contact                                    |                            |
| Vanessa Lee Chester       | Kelly Curtis               | Az elveszett világ: Jurassic Park                 | The Lost World: Jurassic Park             |                                            |                            |
| Alexander Goodwin         | Chuy                       | Mimic – A júdás faj                               | Mimic                                     |                                            |                            |
| Sam Huntington            | Mimi-Siku                  | Dzsungelből dzsungelbe                            | Jungle 2 Jungle                           |                                            |                            |
| Dominique Swain           | Jamie Archer               | Ál/Arc                                            | Face/Off                                  |                                            |                            |
| Mara Wilson               | Anabel Greening            | Csiri Bá!                                         | A Simple Wish                             |                                            |                            |
| 1998 25. gála             |                            |                                                   |                                           |                                            |                            |
|                           | Tobey Maguire              | David / Bud                                       | Pleasantville                             | Pleasantville                              |                            |
| Brad Renfro               | Todd Bowden                | Stephen King: Az eminens                          | Apt Pupil                                 |                                            |                            |
| Katie Holmes              | Rachel Wagner              | Kísérleti patkányok                               | Disturbing Behavior                       |                                            |                            |
| Josh Hartnett             | Zeke Tyler                 | Faculty – Az invázium                             | The Faculty                               |                                            |                            |
| Jack Johnson              | Will Robinson              | Lost in Space – Elveszve az űrben                 | Lost in Space                             |                                            |                            |
| Alicia Witt               | Natalie Simon              | Rémségek könyve                                   | Urban Legend                              |                                            |                            |
| 1999 26. gála             |                            |                                                   |                                           |                                            |                            |
|                           | Haley Joel Osment          | Cole Sear                                         | Hatodik érzék                             | The Sixth Sense                            |                            |
| Emily Bergl               | Rachel Lang                | Düh: Carrie 2.                                    | The Rage: Carrie 2                        |                                            |                            |
| Jake Lloyd                | Anakin Skywalker           | Star Wars I. rész – Baljós árnyak                 | Star Wars: Episode I – The Phantom Menace |                                            |                            |
| Natalie Portman           | Padmé Amidala              | Star Wars I. rész – Baljós árnyak                 | Star Wars: Episode I – The Phantom Menace |                                            |                            |
| Justin Long               | Brandon                    | Galaxy Quest – Galaktitkos küldetés               | Galaxy Quest                              |                                            |                            |
| Devon Sawa                | Anton Tobias               | Kéz-őrület                                        | Idle Hands                                |                                            |                            |

### 2000-es évek
| Év                   | Színész(nő)                 | Színész(nő)                                  | Szerep                                                         | Magyar cím                                | Eredeti cím       |
| 2000 27. gála        |                             |                                              |                                                                |                                           |                   |
| -------------------- | --------------------------- | -------------------------------------------- | -------------------------------------------------------------- | ----------------------------------------- | ----------------- |
| 2000 27. gála        |                             | Devon Sawa                                   | Alex Browning                                                  | Végső állomás                             | Final Destination |
| 2000 27. gála        | Spencer Breslin             | Rusty Duritz                                 | A kölyök                                                       | Disney's The Kid                          |                   |
| 2000 27. gála        | Holliston Coleman           | Cody O'Connor                                | Áldott a gyermek                                               | Bless the Child                           |                   |
| 2000 27. gála        | Jonathan Lipnicki           | Tony Thompson                                |                                                                | The Little Vampire                        |                   |
| 2000 27. gála        | Taylor Momsen               | Cindy Lou Who                                | A Grincs                                                       | Dr. Seuss' How the Grinch Stole Christmas |                   |
| 2000 27. gála        | Anna Paquin                 | Marie D'Ancanto / Vadóc                      | X-Men – A kívülállók                                           | X-Men                                     |                   |
| 2001 28. gála        |                             |                                              |                                                                |                                           |                   |
|                      | Haley Joel Osment           | David                                        | A. I. – Mesterséges értelem                                    | A.I. Artificial Intelligence              |                   |
| Freddie Boath        | Alex O'Connell              | A múmia visszatér                            | The Mummy Returns                                              |                                           |                   |
| Justin Long          | Darry Jenner                | Aki bújt, aki nem                            | Jeepers Creepers                                               |                                           |                   |
| Alakina Mann         | Anne Stewart                | Más világ                                    | The Others                                                     |                                           |                   |
| Daniel Radcliffe     | Harry Potter                | Harry Potter és a bölcsek köve               | Harry Potter and the Philosopher's Stone                       |                                           |                   |
| Emma Watson          | Hermione Granger            | Harry Potter és a bölcsek köve               | Harry Potter and the Philosopher's Stone                       |                                           |                   |
| 2002 29. gála        |                             |                                              |                                                                |                                           |                   |
|                      | Tyler Hoechlin              | Michael Sullivan Jr.                         | A kárhozat útja                                                | Road to Perdition                         |                   |
| Alexis Bledel        | Winnie Foster               | Örök kaland                                  | Tuck Everlasting                                               |                                           |                   |
| Hayden Christensen   | Anakin Skywalker            | Star Wars II. rész – A klónok támadása       | Star Wars: Episode II – Attack of the Clones                   |                                           |                   |
| Daniel Radcliffe     | Harry Potter                | Harry Potter és a Titkok Kamrája             | Harry Potter and the Chamber of Secrets                        |                                           |                   |
| Jeremy Sumpter       | fiatal Adam                 | Isten haragja                                | Frailty                                                        |                                           |                   |
| Elijah Wood          | Zsákos Frodó                | A Gyűrűk Ura: A két torony                   | The Lord of the Rings: The Two Towers                          |                                           |                   |
| 2003 30. gála        |                             |                                              |                                                                |                                           |                   |
|                      | Jeremy Sumpter              | Pán Péter                                    | Pán Péter                                                      | Peter Pan                                 |                   |
| Jenna Boyd           | Dot Gilkeson                | Az eltűntek                                  | The Missing                                                    |                                           |                   |
| Rachel Hurd-Wood     | Wendy Darling               | Pán Péter                                    | Peter Pan                                                      |                                           |                   |
| Lindsay Lohan        | Anna Coleman / Tess Coleman | Nem férek a bőrödbe                          | Freaky Friday                                                  |                                           |                   |
| Frankie Muniz        | Cody Banks                  | ÖcsiKém                                      | Agent Cody Banks                                               |                                           |                   |
| Sosuke Ikematsu      | Higen                       | Az utolsó szamuráj                           | The Last Samurai                                               |                                           |                   |
| 2004 31. gála        |                             |                                              |                                                                |                                           |                   |
|                      | Emmy Rossum                 | Christine Daaé                               | Az operaház fantomja                                           | The Phantom of the Opera                  |                   |
| Cameron Bright       | fiatal Sean                 | Születés                                     | Birth                                                          |                                           |                   |
| Perla Haney-Jardine  | B.B.                        | Kill Bill 2.                                 | Kill Bill: Volume 2                                            |                                           |                   |
| Freddie Highmore     | Peter Llewelyn Davies       | Én, Pán Péter                                | Finding Neverland                                              |                                           |                   |
| Jonathan Jackson     | Alan Parker                 | A golyó                                      | Riding the Bullet                                              |                                           |                   |
| Daniel Radcliffe     | Harry Potter                | Harry Potter és az azkabani fogoly           | Harry Potter and the Prisoner of Azkaban                       |                                           |                   |
| 2005 32. gála        |                             |                                              |                                                                |                                           |                   |
|                      | Dakota Fanning              | Rachel Ferrier                               | Világok harca                                                  | War of the Worlds                         |                   |
| Alex Etel            | Damian Cunningham           | Milliók                                      | Millions                                                       |                                           |                   |
| Freddie Highmore     | Charlie Bucket              | Charlie és a csokigyár                       | Charlie and the Chocolate Factory                              |                                           |                   |
| Josh Hutcherson      | Walter Budwing              | Zathura – Az űrfogócska                      | Zathura                                                        |                                           |                   |
| William Moseley      | Peter Pevensie              | Az oroszlán, a boszorkány és a ruhásszekrény | The Chronicles of Narnia: The Lion, the Witch and the Wardrobe |                                           |                   |
| Daniel Radcliffe     | Harry Potter                | Harry Potter és a Tűz Serlege                | Harry Potter and the Goblet of Fire                            |                                           |                   |
| 2006 33. gála        |                             |                                              |                                                                |                                           |                   |
|                      | Ivana Baquero               | Ofelia / Moanna hercegnő                     | A faun labirintusa                                             | Pan's Labyrinth                           |                   |
| Jodelle Ferland      | Jeliza-Rose                 | Tideland                                     | Tideland                                                       |                                           |                   |
| Go Ah-sung           | Park Hyun-seo               | A gazdatest                                  | The Host                                                       |                                           |                   |
| Tristan Lake Leabu   | Jason White                 | Superman visszatér                           | Superman Returns                                               |                                           |                   |
| Mitchel Musso        | DJ Walters (hangja)         | Rém rom                                      | Monster House                                                  |                                           |                   |
| Ed Speelers          | Eragon                      | Eragon                                       | Eragon                                                         |                                           |                   |
| 2007 34. gála        |                             |                                              |                                                                |                                           |                   |
|                      | Freddie Highmore            | Evan Taylor / August Rush                    | A szeretet szimfóniája                                         | August Rush                               |                   |
| Alex Etel            | Angus MacMorrow             | Én kicsi szörnyem – A mélység legendája      | The Water Horse                                                |                                           |                   |
| Josh Hutcherson      | Jesse Aarons                | Híd Terabithia földjére                      | Bridge to Terabithia                                           |                                           |                   |
| Daniel Radcliffe     | Harry Potter                | Harry Potter és a Főnix Rendje               | Harry Potter and the Order of the Phoenix                      |                                           |                   |
| Dakota Blue Richards | Lyra Belacqua               | Az arany iránytű                             | The Golden Compass                                             |                                           |                   |
| Rhiannon Leigh Wryn  | Emma Wilder                 | Az utolsó Mimic                              | The Last Mimzy                                                 |                                           |                   |
| 2008 35. gála        |                             |                                              |                                                                |                                           |                   |
|                      | Jaden Smith                 | Jacob Benson                                 | Amikor megállt a Föld                                          | The Day the Earth Stood Still             |                   |
| Freddie Highmore     | Jared Grace / Simon Grace   | A Spiderwick krónikák                        | The Spiderwick Chronicles                                      |                                           |                   |
| Lina Leandersson     | Eli                         | Engedj be!                                   | Let the Right One In                                           |                                           |                   |
| Dev Patel            | Jamal Malik                 | Gettómilliomos                               | Slumdog Millionaire                                            |                                           |                   |
| Catinca Untaru       | Alexandria                  | Zuhanás                                      | The Fall                                                       |                                           |                   |
| Brandon Walters      | Nullah                      | Ausztrália                                   | Australia                                                      |                                           |                   |
| 2009 36. gála        |                             |                                              |                                                                |                                           |                   |
|                      | Saoirse Ronan               | Susie Salmon                                 | Komfortos mennyország                                          | The Lovely Bones                          |                   |
| Taylor Lautner       | Jacob Black                 | Alkonyat – Újhold                            | The Twilight Saga: New Moon                                    |                                           |                   |
| Bailee Madison       | Isabelle Cahill             | Testvérek                                    | Brothers                                                       |                                           |                   |
| Brooklynn Proulx     | fiatal Clare Abshire        | Az időutazó felesége                         | The Time Traveler's Wife                                       |                                           |                   |
| Max Records          | Max                         | Ahol a vadak várnak                          | Where the Wild Things Are                                      |                                           |                   |
| Kodi Smit-McPhee     | fiú                         | Az út                                        | The Road                                                       |                                           |                   |

### 2010-es évek
| Év                     | Színész(nő)               | Színész(nő)                       | Szerep                                         | Magyar cím                                               | Eredeti cím |
| 2010 37. gála          |                           |                                   |                                                |                                                          |             |
| ---------------------- | ------------------------- | --------------------------------- | ---------------------------------------------- | -------------------------------------------------------- | ----------- |
| 2010 37. gála          |                           | Chloë Grace Moretz                | Abby                                           | Engedj be!                                               | Let Me In   |
| 2010 37. gála          | Logan Lerman              | Percy Jackson                     | Villámtolvaj – Percy Jackson és az olimposziak | Percy Jackson & the Olympians: The Lightning Thief       |             |
| 2010 37. gála          | Frankie és George McLaren | Marcus és Jason                   | Azután                                         | Hereafter                                                |             |
| 2010 37. gála          | Will Poulter              | Eustace Scrubb                    | Narnia Krónikái: A Hajnalvándor útja           | The Chronicles of Narnia: The Voyage of the Dawn Treader |             |
| 2010 37. gála          | Kodi Smit-McPhee          | Owen                              | Engedj be!                                     | Let Me In                                                |             |
| 2010 37. gála          | Hailee Steinfeld          | Mattie Ross                       | A félszemű                                     | True Grit                                                |             |
| 2010 37. gála          | Charlie Tahan             | Sam St. Cloud                     | Charlie St. Cloud halála és élete              | Charlie St. Cloud                                        |             |
| 2011 38. gála          |                           |                                   |                                                |                                                          |             |
|                        | Joel Courtney             | Joe Lamb                          | Super 8                                        | Super 8                                                  |             |
| Asa Butterfield        | Hugo Cabret               | A leleményes Hugo                 | Hugo                                           |                                                          |             |
| Chloë Grace Moretz     | Isabelle                  | A leleményes Hugo                 | Hugo                                           |                                                          |             |
| Elle Fanning           | Alice Dainard             | Super 8                           | Super 8                                        |                                                          |             |
| Dakota Goyo            | Max Kenton                | Vasököl                           | Real Steel                                     |                                                          |             |
| Saoirse Ronan          | Hanna Heller              | Hanna – Gyilkos természet         | Hanna                                          |                                                          |             |
| 2012 39. gála          |                           |                                   |                                                |                                                          |             |
|                        | Suraj Sharma              | Pi Patel                          | Pi élete                                       | Life of Pi                                               |             |
| CJ Adams               | Timothy Green             | Timothy Green különös élete       | The Odd Life of Timothy Green                  |                                                          |             |
| Tom Holland            | Lucas Bennett             | A lehetetlen                      | The Impossible                                 |                                                          |             |
| Daniel Huttlestone     | Gavroche                  | A nyomorultak                     | Les Misérables                                 |                                                          |             |
| Chloë Grace Moretz     | Carolyn Stoddard          | Éjsötét árnyék                    | Dark Shadows                                   |                                                          |             |
| Quvenzhané Wallis      | Hushpuppy                 | A messzi dél vadjai               | Beasts of the Southern Wild                    |                                                          |             |
| 2013 40. gála          |                           |                                   |                                                |                                                          |             |
|                        | Chloë Grace Moretz        | Carrie White                      | Carrie                                         | Carrie                                                   |             |
| Asa Butterfield        | Ender Wiggin              | Végjáték                          | Ender's Game                                   |                                                          |             |
| Sophie Nélisse         | Liesel Meminger           | A könyvtolvaj                     | The Book Thief                                 |                                                          |             |
| Saoirse Ronan          | Daisy                     | Majd újra lesz nyár               | How I Live Now                                 |                                                          |             |
| Ty Simpkins            | Harley Keener             | Vasember 3.                       | Iron Man 3                                     |                                                          |             |
| Dylan Sprayberry       | Clark Kent (13 évesen)    | Az acélember                      | Man of Steel                                   |                                                          |             |
| 2014 41. gála          |                           |                                   |                                                |                                                          |             |
|                        | Mackenzie Foy             | Murph (10 évesen)                 | Csillagok között                               | Interstellar                                             |             |
| Elle Fanning           | Aurora                    | Demóna                            | Maleficent                                     |                                                          |             |
| Chloë Grace Moretz     | Teri                      | A védelmező                       | The Equalizer                                  |                                                          |             |
| Tony Revolori          | Zero Moustafa fiatalon    | A Grand Budapest Hotel            | The Grand Budapest Hotel                       |                                                          |             |
| Kodi Smit-McPhee       | Alexander                 | A majmok bolygója: Forradalom     | Dawn of the Planet of the Apes                 |                                                          |             |
| Noah Wiseman           | Samuel Vannick            | A Babadook                        | The Babadook                                   |                                                          |             |
| 2015 42. gála          |                           |                                   |                                                |                                                          |             |
|                        | Ty Simpkins               | Gray Mitchell                     | Jurassic World                                 | Jurassic World                                           |             |
| Olivia DeJonge         | Becca                     | A látogatás                       | The Visit                                      |                                                          |             |
| James Freedson-Jackson | Travis                    | Rendőrautó                        | Cop Car                                        |                                                          |             |
| Milo Parker            | Roger                     | Mr. Holmes                        | Mr. Holmes                                     |                                                          |             |
| Elias és Lukas Schwarz | Elias és Lukas            | Jó éjt, anyu!                     | Goodnight Mommy                                |                                                          |             |
| Jacob Tremblay         | Jack Newsome              | A szoba                           | Room                                           |                                                          |             |
| 2016 43. gála          |                           |                                   |                                                |                                                          |             |
|                        | Tom Holland               | Peter Parker / Pókember           | Amerika Kapitány: Polgárháború                 | Captain America: Civil War                               |             |
| Ruby Barnhill          | Sophie                    | A barátságos óriás                | The BFG                                        |                                                          |             |
| Anya Taylor-Joy        | Thomasin                  | A boszorkány                      | The Witch                                      |                                                          |             |
| Julian Dennison        | Ricky                     | Vademberek hajszája               | Hunt for the Wilderpeople                      |                                                          |             |
| Lewis MacDougall       | Conor                     | Váratlan jóbarát                  | A Monster Calls                                |                                                          |             |
| Neel Sethi             | Maugli                    | A dzsungel könyve                 | The Jungle Book                                |                                                          |             |
| 2017 44. gála          |                           |                                   |                                                |                                                          |             |
|                        | Tom Holland               | Peter Parker / Pókember           | Pókember: Hazatérés                            | Spider-Man: Homecoming                                   |             |
| Dafne Keen             | Laura Kinney / X-23       | Logan – Farkas                    | Logan                                          |                                                          |             |
| Sophia Lillis          | Beverly Marsh             | Az                                | It                                             |                                                          |             |
| Millicent Simmonds     | Rose                      | Wonderstruck                      | Wonderstruck                                   |                                                          |             |
| Jacob Tremblay         | August 'Auggie' Pullman   | Az igazi csoda                    | Wonder                                         |                                                          |             |
| Letitia Wright         | Shuri                     | Fekete Párduc                     | Black Panther                                  |                                                          |             |
| Zendaya                | Michelle 'MJ' Jones       | Pókember: Hazatérés               | Spider-Man: Homecoming                         |                                                          |             |
| 2018/19 45. gála       |                           |                                   |                                                |                                                          |             |
|                        | Tom Holland               | Peter Parker / Pókember           | Pókember: Idegenben                            | Spider-Man: Far from Home                                |             |
| Evan Alex              | Jason Wilson / Pluto      | Mi                                | Us                                             |                                                          |             |
| Shahadi Wright Joseph  | Zora Wilson / Umbrae      | Mi                                | Us                                             |                                                          |             |
| Asher Angel            | Billy Batson              | Shazam!                           | Shazam!                                        |                                                          |             |
| Jack Dylan Grazer      | Freddy Freeman            | Shazam!                           | Shazam!                                        |                                                          |             |
| Millie Bobby Brown     | Madison Russell           | Godzilla II. – A szörnyek királya | Godzilla: King of the Monsters                 |                                                          |             |
| Millicent Simmonds     | Regan Abbott              | Hang nélkül                       | A Quiet Place                                  |                                                          |             |
| 2019/20 46. gála       |                           |                                   |                                                |                                                          |             |
|                        | Kyliegh Curran            | Abra Stone                        | Álom doktor                                    | Doctor Sleep                                             |             |
| Ella Jay Basco         | Cassandra Cain            | Ragadozó madarak                  | Birds of Prey                                  |                                                          |             |
| Julia Butters          | Trudi Fraser              | Volt egyszer egy Hollywood        | Once Upon a Time in… Hollywood                 |                                                          |             |
| Roman Griffin Davis    | Jojo Bectzler             | Jojo Nyuszi                       | Jojo Rabbit                                    |                                                          |             |
| Lexy Kolker            | Chloe Lewis               | Szörnyszülöttek                   | Freaks                                         |                                                          |             |
| JD McCrary             | fiatal Simba (hangja)     | Az oroszlánkirály                 | The Lion King                                  |                                                          |             |

### 2020-as évek
| Év                | Színész(nő)            | Színész(nő)                                          | Szerep                                             | Magyar cím                | Eredeti cím             |
| 2021/22 50. gála  |                        |                                                      |                                                    |                           |                         |
| ----------------- | ---------------------- | ---------------------------------------------------- | -------------------------------------------------- | ------------------------- | ----------------------- |
| 2021/22 50. gála  |                        | Finn Wolfhard                                        | Trevor Spengler                                    | Szellemirtók – Az örökség | Ghostbusters: Afterlife |
| 2021/22 50. gála  | Noah Jupe              | Marcus Abbott                                        | Hang nélkül 2.                                     | A Quiet Place Part II     |                         |
| 2021/22 50. gála  | Millicent Simmonds     | Regan Abbott                                         | Hang nélkül 2.                                     | A Quiet Place Part II     |                         |
| 2021/22 50. gála  | Madeleine McGraw       | Gwendolyn "Gwen" Blake                               | Fekete telefon                                     | The Black Phone           |                         |
| 2021/22 50. gála  | Mason Thames           | Finney Blake                                         | Fekete telefon                                     | The Black Phone           |                         |
| 2021/22 50. gála  | Jacob Tremblay         | Luca (hangja)                                        | Luca                                               | Luca                      |                         |
| 2022/23 51. gála  |                        |                                                      |                                                    |                           |                         |
|                   | Xolo Maridueña         | Jaime Reyes / Kék Bogár                              | Kék Bogár                                          | Blue Beetle               |                         |
| Halle Bailey      | Ariel                  | A kis hableány                                       | The Little Mermaid                                 |                           |                         |
| Vivien Lyra Blair | Sawyer Harper          | A mumus                                              | The Boogeyman                                      |                           |                         |
| Jack Champion     | Miles "Spider" Socorro | Avatar: A víz útja                                   | Avatar: The Way of Water                           |                           |                         |
| Violet McGraw     | Cady                   | M3GAN                                                | M3GAN                                              |                           |                         |
| Noah Schnapp      | Jackson                |                                                      | The Tutor                                          |                           |                         |
| 2023/24 52. gála  |                        |                                                      |                                                    |                           |                         |
|                   | Jenna Ortega           | Astrid Deetz                                         | Beetlejuice Beetlejuice                            | Beetlejuice Beetlejuice   |                         |
| Freya Allan       | Mae                    | A majmok bolygója: A birodalom                       | Kingdom of the Planet of the Apes                  |                           |                         |
| Mckenna Grace     | Phoebe Spengler        | Szellemirtók – A borzongás birodalma                 | Ghostbusters: Frozen Empire                        |                           |                         |
| Kaylee Hottle     | Jia                    | Godzilla x Kong: Az új birodalom                     | Godzilla x Kong: The New Empire                    |                           |                         |
| Calah Lane        | Nudli                  | Wonka                                                | Wonka                                              |                           |                         |
| Alisha Weir       | Abigail Lazaar         | Abigail                                              | Abigail                                            |                           |                         |
| Rachel Zegler     | Lucy Gray Baird        | Az éhezők viadala: Énekesmadarak és kígyók balladája | The Hunger Games: The Ballad of Songbirds & Snakes |                           |                         |

## Rekordok

### Többszörös győzelmek
3 győzelem
- Tom Holland

2 győzelem
- Chloë Grace Moretz
- Haley Joel Osment

### Többszörös jelölések
| 5 jelölés - Chloë Grace Moretz - Daniel Radcliffe 4 jelölés - Freddie Highmore - Tom Holland | 3 jelölés - Corey Haim - Kodi Smit-McPhee - Christina Ricci - Saoirse Ronan - Millicent Simmonds - Jacob Tremblay - Elijah Wood | 2 jelölés - Asa Butterfield - Kirsten Dunst - Alex Etel - Elle Fanning - Edward Furlong - Lukas Haas - Josh Hutcherson - Justin Long | - Joshua John Miller - Robert Oliveri - Haley Joel Osment - Jared Rushton - Devon Sawa - Ty Simpkins - Jeremy Sumpter - Jonathan Taylor Thomas - Mara Wilson |

## Fordítás
- Ez a szócikk részben vagy egészben  a   Saturn Award for Best Performance by a Younger Actor című angol Wikipédia-szócikk ezen változatának fordításán alapul.  Az eredeti cikk szerkesztőit annak laptörténete sorolja fel. Ez a jelzés csupán a megfogalmazás eredetét és a szerzői jogokat jelzi, nem szolgál a cikkben szereplő információk forrásmegjelöléseként.